# フナン・テチョ運河
フナン・テチョ運河（英語: Funan Techo Canal、クメール語: ព្រែកជីកហ្វូណនតេជោ）はカンボジアで建設中の運河。ケップ州のプノンペン自治港からタイランド湾を結ぶ全長180kmの運河で、公式にはトンレバサック運河・物流システムプロジェクト（Tonle Bassac Navigation Road and Logistics System Project）と呼ばれている。

運河の計画ルート

カンボジアの地図

メコン川のタケオ運河を起点として、バサック川のタ・エク運河を経由してカオ・タム地区でタ・シン運河に合流する。この運河により、同国唯一の深水港であるシアヌークビルと、カンポットに開港する新港が首都プノンペンと直接繋がることになる。
現行案では橋梁11基と水門付きのダム3基も併せて建設されることになっている。運河は幅100m・水深5.4mで3,000載貨重量トンの船舶が通航可能である。完成予定は2028年で、総工費は17億ドルと見積もられている。
建設資金は全額中国路橋工程の出資であり、2024年3月時点では同社によるプロジェクトのフィージビリティ・スタディ中である。プロジェクトは一括事業請負後譲渡方式（BOT; build-operate-transfer）契約で進められる。
現在、カンボジアの海運はベトナムの港湾、特にカイ・メップ港に大きく依存しているが、フナン・テチョ運河によりこれを大幅に軽減することが見込まれている。一方で、ベトナムはこの運河がメコン川から取水することから同国内のメコン川流域における環境影響について懸念を表明している。この背景には、本運河の建設による中国の影響力増大への警戒感もあると考えられている。